# Xylocopa proximata
Xylocopa proximata är en biart som beskrevs av Maa 1938. Xylocopa proximata ingår i släktet snickarbin, och familjen långtungebin. Inga underarter finns listade i Catalogue of Life.